# Pion
Pion eller pi-meson (π-meson) er i partikelfysikken et fælles navn på tre subatomare partikler: π0, π+ og π−. Pioner er de letteste mesoner, der findes og spiller derfor en vigtig rolle i at bestemme egenskaberne for den stærke kernekraft.